# Foca (sommergibile 1937)
Il Foca è stato un sommergibile posamine della Regia Marina, eponimo dell'omonima classe.

## Storia
L'unità ebbe una breve vita operativa. Il 13 giugno 1940, mentre era intento a posare mine al largo di Alessandria, fu attaccato col cannone dai cacciatorpediniere Decoy e Voyager, dovendo immergersi; subì poi una caccia con bombe di profondità ma ne uscì indenne.
Poco tempo dopo svolse – per via degli ampi spazi ricavati per le mine – una missione di trasporto di rifornimenti da Taranto a Lero, tornando nel porto pugliese il 15 settembre 1940.
L'8 ottobre 1940 partì per la sua terza missione: avrebbe dovuto posare mine nei pressi del porto di Haifa, base navale britannica in Palestina, ma non se ne seppe più nulla. 
L'unica ipotesi plausibile è che sia saltato su una mina nei giorni compresi fra il 12 ed il 15 ottobre: non si può sapere se la mina appartenesse ad un campo minato difensivo inglese o se si trattò dello scoppio accidentale di una delle mine che proprio il Foca stava posando.
Con il sommergibile scomparvero 69 uomini: il comandante (capitano di corvetta Mario Ciliberto), 7 ufficiali e 61 fra sottufficiali e marinai.
Il Foca aveva svolto tre sole missioni di guerra, percorrendo in tutto 2063 miglia in superficie e 293 in immersione.